# 奉安殿

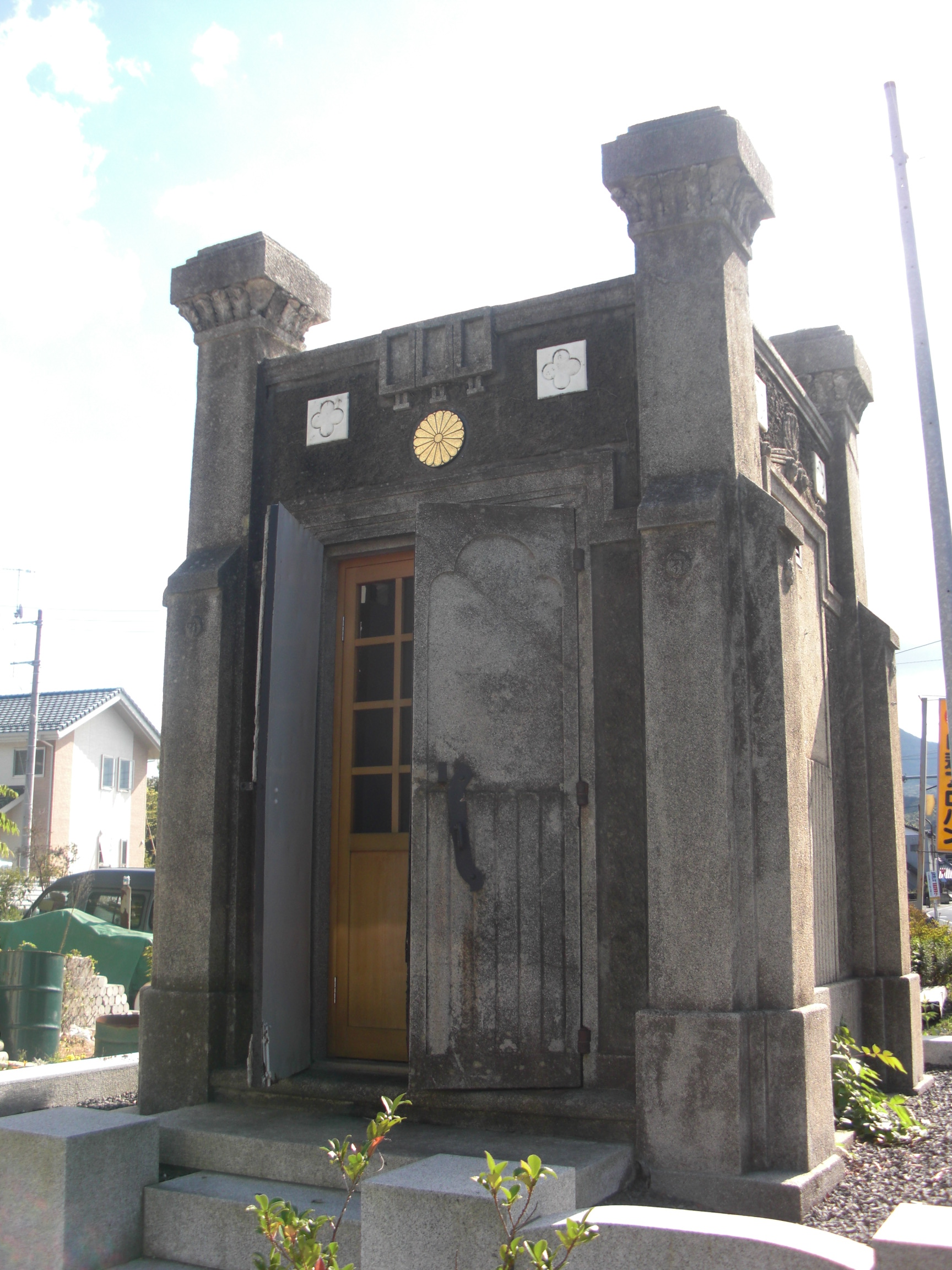
位於日本茨城縣櫻川市的奉安殿，過去是位在真壁小學校，現在則移到了舊真壁車站的附近。

奉安殿是二次大戰前的日本用來供奉天皇與皇后的照片（御真影）以及《教育敕語》的建築。

## 沿革

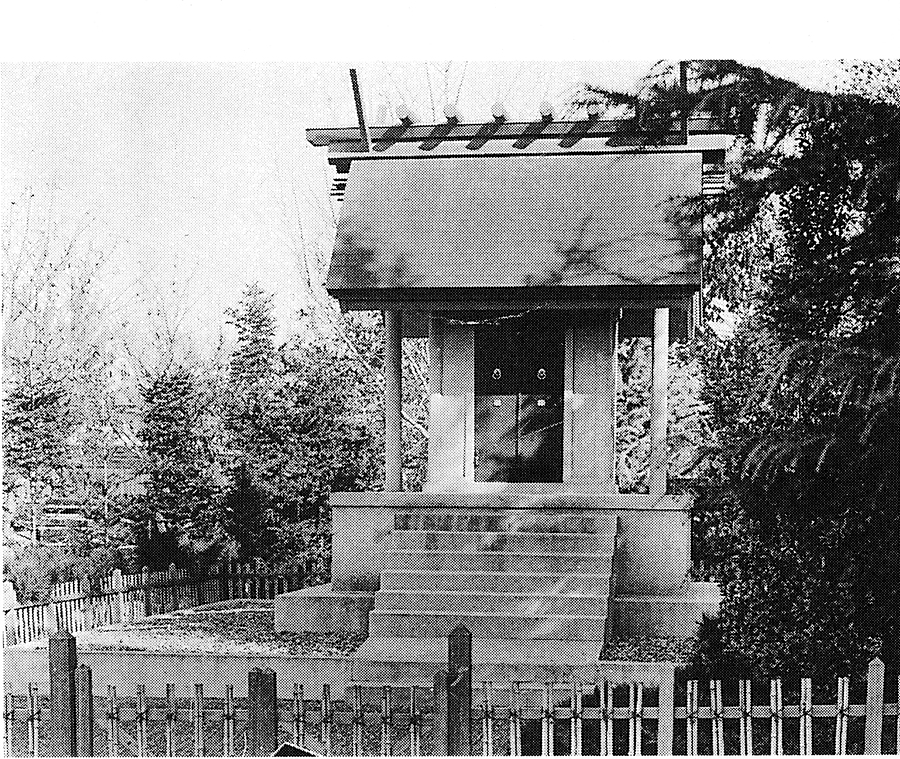
1938年位於日屬朝鮮光州府旭公立高等女學校（今全南女子高等學校）的奉安殿。

奉安殿的出現時期推測是在開始發放「御真影」與《教育敕語》制定後的1910年代左右，不過開始大量興築小學校的奉安殿則是在1935年時。在此同時也開始有為了保護學校裡的「御真影」夜晚巡邏值班。
在四大節祝賀儀式時，學校全體師生會向「御真影」行最敬禮，並進行《教育敕語》捧讀式。其過程大致是由副校長將《教育敕語》寫本從黑漆匣取出遞給校長，互相敬禮後便由校長向天皇照片行禮，接著宣讀《教育敕語》，而在下面的師生在此同時也要反覆致禮；此外，有些地方在進行捧讀式時，地方上的官員與議員也要整裝出席。另外，上下學時，或僅是單純從奉安殿前面經過時，也需要整裝向其行最敬禮。
最初時是在講堂、教師辦公室、校長室等地方裡面設置「奉安所」，但這種規畫在校舍因失火或地震等意外而倒塌時，裡面存放的「御真影」便有被波及的可能，而實際上在日本便有不少在關東大地震、空襲、校舍失火時仍堅守「御真影」的校長事蹟的美談。也是因為如此，設在校舍裡的奉安所便改成金庫型，或是進一步設成獨立的奉安殿。前者與校舍設在一起的設計通常出現在日本舊制中學裡，而獨立型的奉安殿則通常出現在小學校裡。
而作為建築物，奉安殿實際上有各式各樣的造型，從古希臘式建築與鋼筋混凝土、磚造結構的西洋建築到日本傳統的神社式建築等都有，皆為小型但堅固的耐火防震結構，在設計上也予人一種莊嚴感。而在1933年時，還有與奉安殿建築設計相關的競賽。然而，奉安殿因密不通風而有「充斥濕氣」的缺點，最後導致學校陷入得提交「御真影」受到汙損之報告書的窘況。

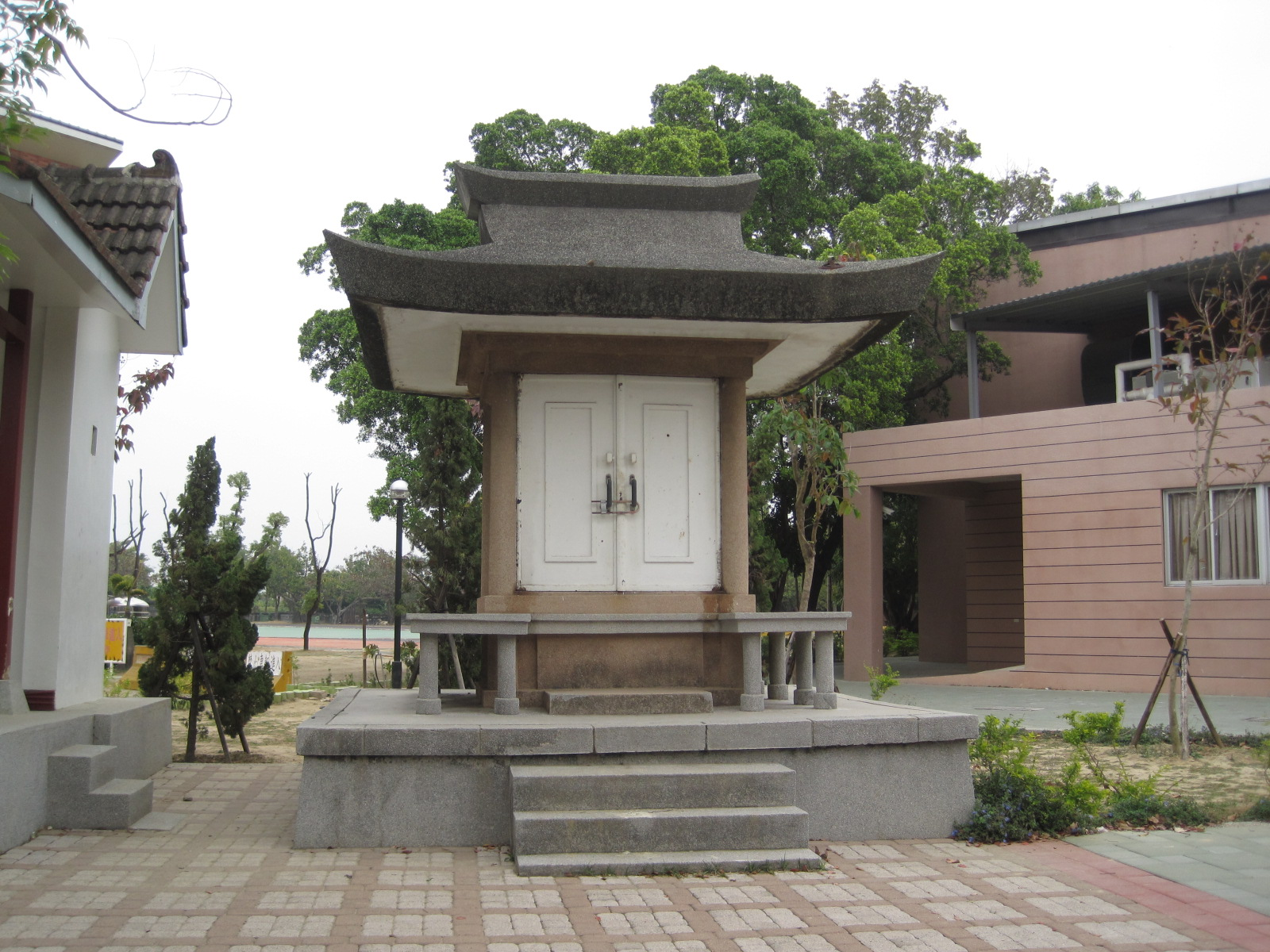
位在臺灣臺南市新化區的奉安殿。

1945年12月15日日本在第二次世界大戰戰敗後，因為駐日盟軍總司令部（GHQ）的神道命令，奉安殿相關的制度遭到廢止。大多數的奉安殿在二次大戰後遭到解體或埋到地底，而「御真影」一律全部奉還。而少數倖存的奉安殿則被當作倉庫，而有一些外觀較為莊嚴的則被當作神社或靈骨塔使用。而其中位在沖繩舊美里尋常高等小學校裡呈現半毀狀態的奉安殿，則以「戰爭遺跡」的名義成為日本的文化資產。而一些仍保有二次大戰前的舊校舍的學校，在校舍之中還殘存著奉安所。

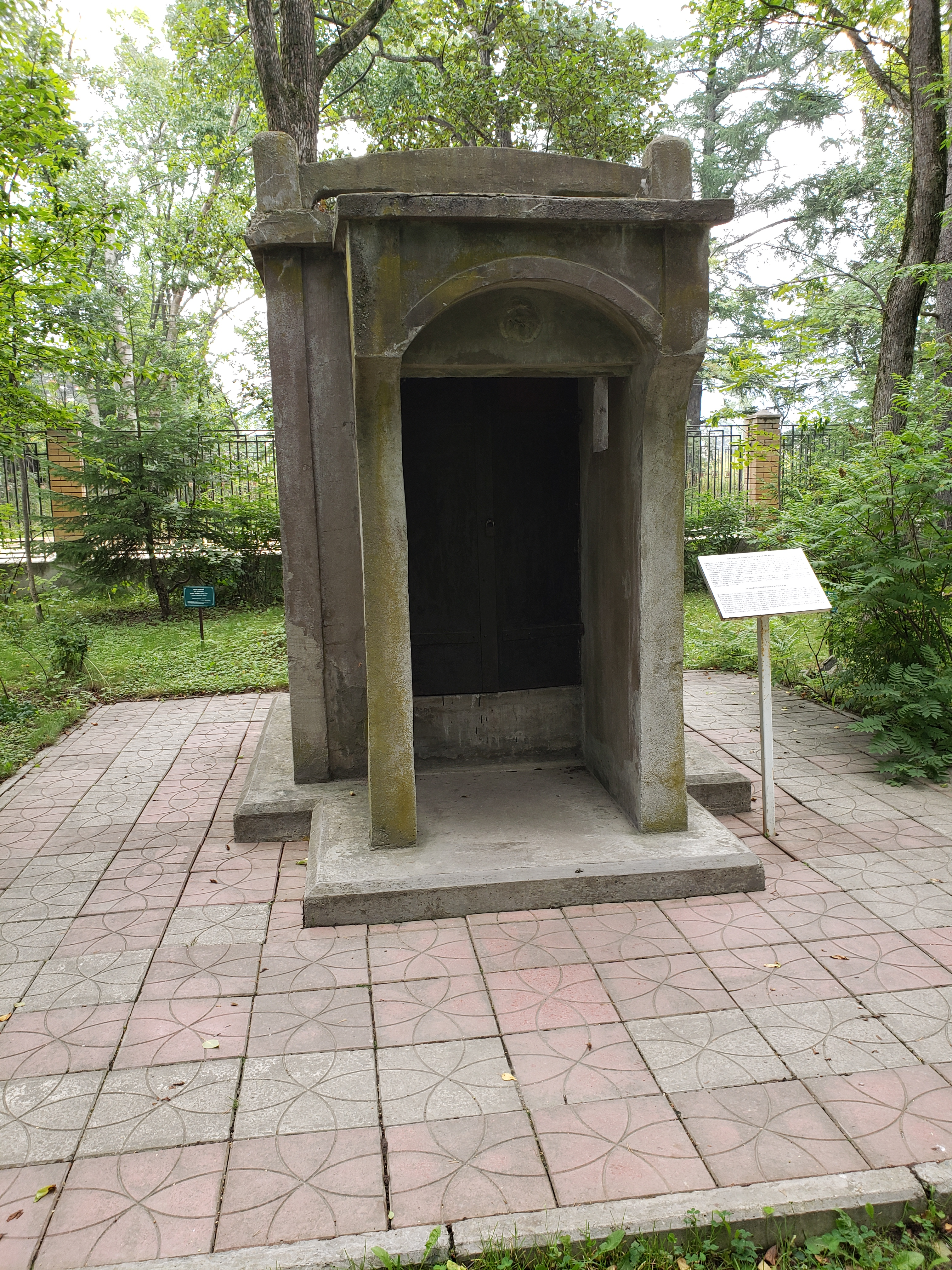
移至薩哈林州鄉土博物館存放的奉安殿。

在原屬樺太廳的俄羅斯薩哈林州則因為沒有被駐日盟軍總司令佔領過，奉安殿至今仍在薩哈林州鄉土博物館等地殘存著。
另外，位於高雄市的雄中，也有奉安殿的遺跡，不過現今只剩下玉垣和基壇，被孫中山雕像所取代。

## 建築
奉安殿不管是校舍內或獨立型的通常會選在校長室、教職員室、值夜室或附近其他清靜的位置上，而裡頭空間最小為0.85×1.5×1.2立方公尺。為鋼筋混擬土結構，牆壁厚度至少25公分，並開有金庫式雙重門，並且為了防震耐火、阻隔外面熱度濕氣而使用了石棉為建材，至於裡頭則是用桐或扁柏製成之離地50公分高的木棚架，用來供奉「御真影」。